# Érdi járás
Az Érdi járás Pest vármegyéhez tartozó járás Magyarországon 2013-tól, székhelye Érd. Területe 184,29 km², népessége 117 304 fő, népsűrűsége pedig 637 fő/km² volt 2013. elején. 2013. július 15-én négy város (Érd, Diósd, Százhalombatta és Törökbálint) és három község tartozott hozzá.
Az Érdi járás a 2013-ban újonnan létrehozott járások közé tartozik, a járások 1983-as megszüntetése előtt nem létezett, Érd korábban soha nem töltött be járási székhely szerepet, bár 1984-től városkörnyék-központ volt.

## Települései
| Település      | Rang (2013. július 15.) | Közös hivatal | Kistérség (2013. január 1.) | Népesség (2021. január 1.) | Terület (km²) |
| -------------- | ----------------------- | ------------- | --------------------------- | -------------------------- | ------------- |
| Érd            | megyei jogú város       |               | Érdi                        | 70 063                     | 60,54         |
| Diósd          | város                   |               | Érdi                        | 11 393                     | 5,75          |
| Százhalombatta | város                   |               | Érdi                        | 17 574                     | 28,06         |
| Törökbálint    | város                   |               | Budaörsi                    | 14 264                     | 29,4          |
| Tárnok         | nagyközség              |               | Érdi                        | 10 267                     | 23,6          |
| Pusztazámor    | község                  | Sóskút        | Budaörsi                    | 1 269                      | 9,27          |
| Sóskút         | község                  | Sóskút        | Budaörsi                    | 3 540                      | 27,67         |